# Sohee
Ahn So-hee (hangul: 안소희), mer känd under artistnamnet Sohee, född 27 juni 1992, är en sydkoreansk sångerska och skådespelare.
Hon var tidigare medlem i den sydkoreanska tjejgruppen Wonder Girls från gruppens debut 2007 till det att hon lämnade den 2013.

## Diskografi

### Album
| Datum       | Albumtitel                | Topplacering          |
| Datum       | Albumtitel                | Sydkorea (Gaon Chart) |
| ----------- | ------------------------- | --------------------- |
| 13 sep 2007 | The Wonder Years          | —                     |
| 30 sep 2008 | The Wonder Years: Trilogy | —                     |
| 15 maj 2010 | 2 Different Tears         | 1                     |
| 7 nov 2011  | Wonder World              | 1                     |
| 3 jun 2012  | Wonder Party              | 3                     |

## Filmografi

### Film
| År   | Titel                                     | Roll                                   |
| ---- | ----------------------------------------- | -------------------------------------- |
| 2004 | The Synesthesia for Overtone Construction | döv flicka                             |
| 2008 | Hellcats                                  | Kim Kang-ae                            |
| 2010 | The Last Godfather                        | cameoroll med Wonder Girls             |
| 2013 | Mr. Go                                    | cameoroll (borttagen scen, endast DVD) |
| 2015 | C'est si bon                              | cameoroll                              |
| 2016 | Train to Busan                            | Jin-hee                                |
| 2017 | Single Rider                              | Ji-na                                  |

### TV-serier
| År   | Titel           | Kanal | Roll                |
| ---- | --------------- | ----- | ------------------- |
| 2008 | Here He Comes   | MBC   | Mal-hee (cameoroll) |
| 2013 | Happy! Rose Day | KBS2  | Ah-reum             |
| 2015 | Heart to Heart  | tvN   | Go Se-ro            |
| 2016 | Entourage       | tvN   | Ahn So-hee          |